# 博根
博根是德国巴伐利亚州的一个市镇。总面积49.75平方公里，总人口10120人，其中男性5061人，女性5059人（2011年12月31日），人口密度203人/平方公里。